# Gál Vilmos
Gál Vilmos (Gál Vilmos Attila, Budapest, 1972. május 18. –) magyar történész-muzeológus, William Gallen álnéven regényíró.

## Élete
1997-ben végzett az ELTE BTK történelem szakán, 1999-ben pedig a Legújabb Kori Muzeológia szakot abszolválta. 1995–1998 között a Klebelsberg Kuno Általános Iskola és Gimnázium tanára volt. 1998 szeptemberétől a Magyar Nemzeti Múzeum tudományos munkatársa lett, jelenleg a Történeti Tár főmuzeológusa. Számos tudományos publikáció mellett Tar Attila Szilárddal közösen jegyzi a Dokumentumok a XX. századból című segédkönyvet, melyet a Nemzeti Tankönyvkiadó jelentetett meg.
Legfontosabb munkája a Magyar Nemzeti Múzeum „Tudós magyarok – akik a 20. századot csinálták” című tudománytörténeti állandó kiállítása volt, melyet 2004-ben Vizi E. Szilveszter, az MTA elnöke nyitotta meg. Fontos, hiánypótló munkát végzett a Nemzeti Múzeum két világháború közötti intézmény- és kiállítástörténetének feldolgozásával, mely tanulmányok a Nemzeti Múzeum Folia Historika sorozatában jelentek meg. 2016-ban a Rejt/Jel/Képek '56 - A forradalom titkos művészete című kiállítás társkurátoraként tevékenykedett. 2019-ben ill. 2020-ban jelent meg a kétkötetes, Báthory István erdélyi fejedelemről és lengyel királyról szóló történelmi nagy regénye.

## Művei
- Dokumentumok a XX. század történetéhez; összeáll. Gál Vilmos, Tar Attila Szilárd, Nemzeti Tankönyvkiadó, Bp., 2001
- Világkiállító magyarok, 1851-2010; Holnap, Bp., 2008
- Hungary at the world fairs, 1851-2010; angolra ford. Richard Robinson, Holnap, Bp., 2010
- Világkiállító magyarok, 1851-2010; bőv., jav. kiad.; Holnap, Bp., 2010
- William Gallen: Antantmisszió. Történelmi regény; Könyvpont, Bp., 2013
- A lengyel freskó; Historycum, Bp., 2017
- Báthory – A korona ára; Rézbong, Göd, 2019 ISBN 9786155475467
- Báthory – A katonakirály; Rézbong, Göd, 2020 ISBN 9786155475528

## Díjai
- 2023 Az év könyve (csoportos)
- 2024 Fitz József díj (csoportos)